# Пралормо
Пралормо (італ. Pralormo, п'єм. Pralorm) — муніципалітет в Італії, у регіоні П'ємонт,  метрополійне місто Турин.
Пралормо розташоване на відстані близько 500 км на північний захід від Рима, 28 км на південний схід від Турина.
Населення — 1968 осіб (2014).
Покровитель — San Donato.

## Демографія
Населення за роками:

Станом на 1 січня 2023 року в муніципалітеті офіційно проживав 171 іноземець з 13 країн, серед них 109 громадян країн Євросоюзу та 2 громадяни України.

## Сусідні муніципалітети
- Челларенго
- Черезоле-Альба
- Монта
- Монтеу-Роеро
- Пойрино
- Санто-Стефано-Роеро